# Кемертоган
Кемертоган (каз. Кемертоған) — село в Карасайском районе Алматинской области Казахстана. Входит в состав Иргелинского сельского округа. Код КАТО — 195247200.

## Население
В 1999 году население села составляло 761 человек (378 мужчин и 383 женщины). По данным переписи 2009 года, в селе проживало 1260 человек (600 мужчин и 660 женщин).